# Oscar Carlén
 Der er for få eller ingen kildehenvisninger i denne artikel, hvilket er et problem. Du kan hjælpe ved at angive troværdige kilder til de påstande, som fremføres i artiklen.

Oscar Carlén (født 11. maj 1988 i Karlstad, Sverige) er en svensk tidligere håndboldspiller, der spillede for de tyske Bundesliga-klub SG Flensburg-Handewitt og HSV Hamburg. Han har tidligere også spillet for Ystads IF i hjemlandet. Han er søn af den tidligere svenske landsholdsstjerne og senere træner Per Carlén.
I sommeren 2011 skiftede Carlén til ligarivalerne HSV Hamburg. I 2013 indstillede han karrieren.

## Landshold
Carlén spillede 78 kampe og scoret 214 mål for det svenske landshold, som han debuterede for 4. april 2007 i et opgør mod Norge.